# Habenaria megapotamensis
Habenaria megapotamensis är en orkidéart som beskrevs av Frederico Carlos Hoehne. Habenaria megapotamensis ingår i släktet Habenaria och familjen orkidéer. Inga underarter finns listade i Catalogue of Life.